# Patrice Sciortino
Pour les articles homonymes, voir Sciortino.
Patrice Sciortino, né le 26 juillet 1922 à Paris et mort le 19 janvier 2022 à Couches, est un compositeur de musique classique français. 

## Vie
Issu d'une famille de musiciens, il a exercé tous les métiers de la musique.
Son père, Édouard Sciortino, lui aussi compositeur, élève de Vincent d'Indy, enseigne le chant grégorien à la Schola Cantorum. Sa mère, poétesse, est aussi pianiste amateur.
Il commence l'étude de la musique à six ans dans le cercle familial. À treize ans, il prépare conjointement l'entrée aux Beaux-Arts et l'examen d'admission à la Schola Cantorum de Paris, où il est reçu. Il étudie le piano avec Jules Gentil et l'écriture avec Achylle Philippe et son propre père.
En 1942, il est nommé organiste titulaire de la cathédrale d'Alès et devient professeur de musique dans cette ville. Quatre ans plus tard, il retourne à Paris, où il exerce divers métiers de la musique (accompagnement, direction, orchestration) et compose des œuvres de commande pour la radio, la télévision, le cinéma et la scène.
Après des recherches sur les musiques extra-européennes et un stage au GRM, il réalise avec l'ingénieur Charlin le disque Les cyclopes, un témoignage exotique et acoustique.
Sa collaboration avec la compagnie Russillo donne naissance à quatre grands ballets.
Parallèlement, il poursuit une activité littéraire, publiant un recueil de poèmes, Stigmates, vingt et une pièces de théâtre et des rubriques musicales.
Après avoir créé un cours d'analyse au Conservatoire Européen, il dirige le Conservatoire du XIIIe arrondissement à Paris de 1979 à 1992. Depuis 1995, il assure les cours d'orchestration et de composition à la Schola Cantorum de Paris. Il est également chargé par le ministère de la formation continue pour les professeurs de musique.
Son catalogue, qui compte plusieurs centaines d'Opus, est constitué de partitions symphoniques, chorales, instrumentales, de musique de chambre, d'orchestre d'harmonie, de cantates, d'un oratorio, ainsi que des compositions pour des instruments marginaux (ondes Martenot, accordéon, harmonica). Enfin, il comprend une quinzaine d'ouvrages lyriques dont il est aussi le librettiste : Atsmeuk (commande de l'ORTF), L'affaire FFOPP (commande de l'État), L'Odyssée (commande du département des Hauts-de-Seine), Les navires du soleil (commande de l'ADIAM 95), Cœur de fer (commande de l'Atelier de Ville-d'Avray), Round.

## Œuvres

### Musique de chambre
- Shamisen, trio-cordes
- Signatures, trio-clarinettes
- Avatars conventionnels, sonate piano et violon
- Corps et Graphismes, 2 pianos et 2 percussions
- Carnevale, sextuor à cordes
- Gravure  pour violon, cor et piano
- Kaleidophone concerto pour violon et double quintette à vent
- Phonescence pour accordéon de concert, 1973
- Petite suite continentale pour accordéon de concert, 1981

### Œuvres vocales
- Prisons, chœur et percussions
- 7 Souffles, 12 voix
- Entrailles, chœur

### Musique symphonique
- Soleil de papier, cordes
- Phonies sans cordes, instruments à vent
- 1re symphonie
- Cercile, symphonie
- Hera, symphonie
- Mécanique surnaturelle, orchestre d'harmonie
- Malédictions et lumières, oratorio
- Tombeau de Cyr, concerto grosso de cuivres
- Calamus, concerto pour clarinette  basse et ensemble instrumental (1990), dédié à  Jean-Marc Volta

### Œuvres lyriques
- Atsmeuk
- L'affaire FFOPP
- Round
- La Hallebarde

### Discographie
- EDGAR POE

Poème symphonique pour cordes, cuivres, percussions, chœur et soprano solo
sous la direction du compositeur.
Didier Benetti : percussions - Claude Giroux : soprano - Pierre Doukan : violon solo (Arpèges, 2007)